# 阶级关系新变动
社会主义时期阶级关系新变动，或称阶级关系新变动，是中华人民共和国怀仁堂政变后批判的四人帮观点之一，被认为是“全面颠倒社会主义历史阶段敌我关系的反动谬论”。

## 理论背景
列宁指出：“任何革命，只要是真正的革命，都可以归结为阶级变动。因此，启发群众的觉悟，揭露用革命誓言欺骗群众的行为，最好的方法就是分析这一革命中究竟发生了和发生着怎样的阶级变动。”列宁还说：“阶级关系——这是一种根本的和主要的东西，没有它，也就没有马克思主义”。

## 历史
1977年8月，华国锋在中共十一大报告说：
“四人帮”根本否定毛主席对社会主义时期我国社会各阶级的科学分析，抛出一套所谓“社会主义时期阶级关系新变动”的荒谬理论。他们所谓的“新变动”，就是老干部变成“走资派”，老工人变成“既得利益者”，青年工人“更不行”，贫下中农搞社会主义革命“思想跟不上”，知识分子是“臭老九”。
《王洪文、张春桥、江青、姚文元反党集团罪证（材料之三）》（中共中央转发）重复了上述言论，摘录了据称是四人帮组织编写的《全国公安局长座谈会纪要（讨论稿）》，其中说：“随着社会主义革命的不断深入，阶级关系发生了新的变化，党内走资派已成为与工人阶级和贫下中农尖锐对立的阶级，成为整个资产阶级的主体和核心，成为资产阶级同无产阶级较量的主要力量，是颠覆无产阶级专政、复辟资本主义的主要危险。”
“阶级关系新变动”通常被作为四人帮共同思想批判。也有人归之于张春桥思想。